# Akinyele
Akinyele, właściwie Akinyele Adams (ur. w 1970 r. w Queens w Nowym Jorku) – amerykański raper.

## Życiorys
Rodzice Akinyele pochodzili z Panamy. Zaczął rymować, kiedy pierwszy raz usłyszał utwór "Rapper's Delight". Uczęszczał do tej samej szkoły, co Nas, Kool G Rap i Large Professor, z którymi współpracował. 
Płyta Aktapuss
W towarzystwie Nasa rapował w utworze "Live at the BBQ" na płycie Breaking Atoms grupy Main Source (styczeń 1991 r.). Kiedy wytwórnia Interscope podpisała z nim kontrakt, natychmiast zaangażował Large Professora jako producenta. Promujący album singel "..Ak IIa Ha! Ak Hoo Hoo?" wyznaczył charakterystyczny dla Akinyele styl, będący mieszanką żywych przechwałek, często przerywanych znacznym obniżeniem głosu dla podkreśleniu ważniejszych słów. 
W 1995 r. pojawił się w duecie z Sadatem X w utworze "Loud Hangover" na wydanej przez DJ Funkmaster Flexa płycie The Mix Tape Vol 1.

## Dyskografia

### Albumy
- Vagina Diner (1993)
- Put it in Your Mouth EP (1996)
- Aktapuss (1999)
- Anakonda (2001)

### Single
- Ak Ha Ha! Ak Hoo Hoo? (1993)
- The Bomb (1994)
- Put it in Your Mouth [ft. Kia Jefferies] (1996)
- Take a Lick (1999)